# Исмет паша (квартал в Байрампаша)
„Исмет паша“ (на турски: İsmetpaşa) е квартал на Истанбул, разположен в околия Байрампаша. Общата му площ е 0,51 км2. Според данни на Адресната система за регистриране на населението (ABPRS) към 2023 г. населението на „Исмет паша“ е 14 782 жители.